# Scott Rigell

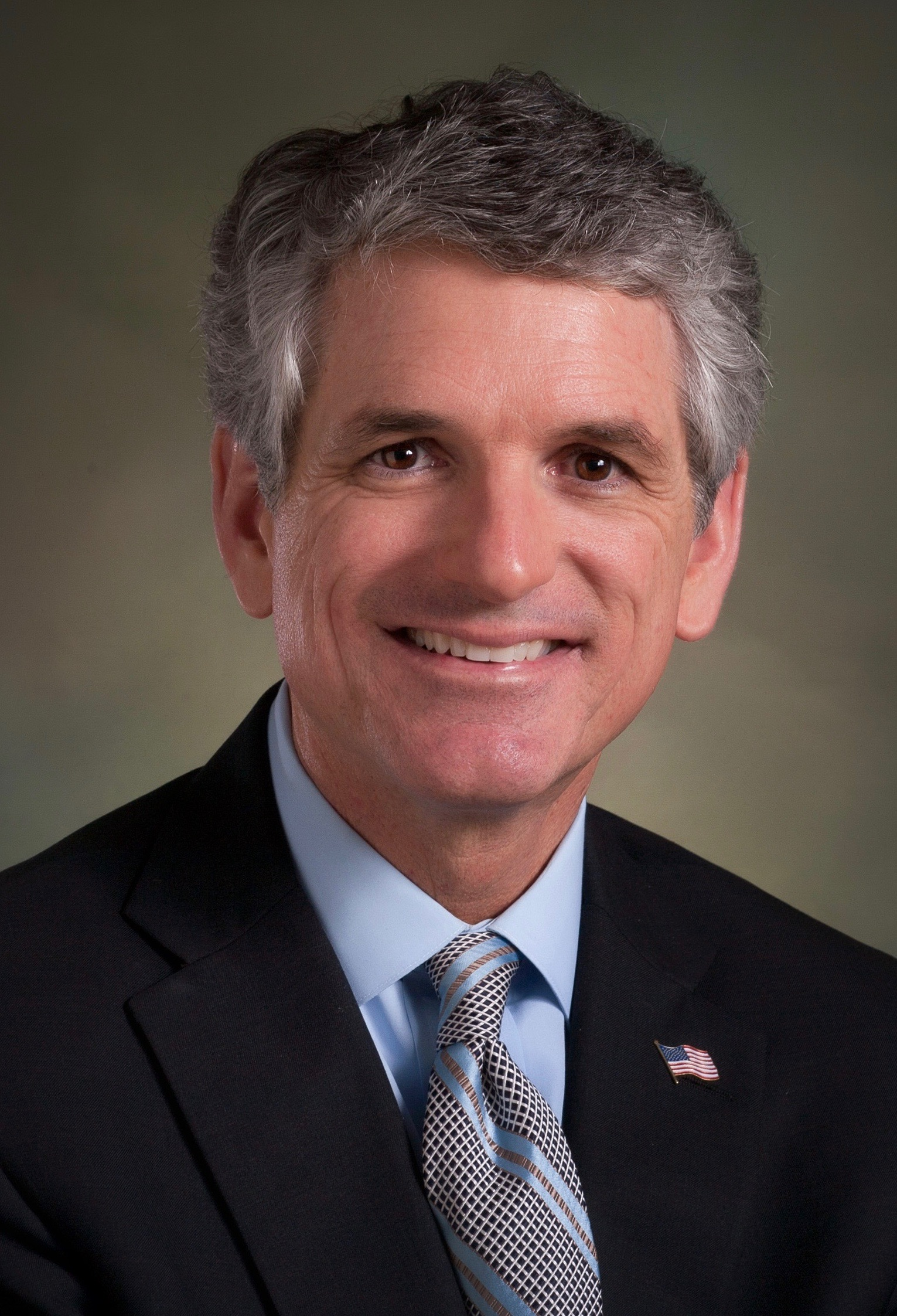
Scott Rigell

Edward Scott Rigell (* 28. Mai 1960 in Titusville, Florida) ist ein US-amerikanischer Politiker. Von 2011 bis 2017 vertrat er den Bundesstaat Virginia im US-Repräsentantenhaus. 2016 trat er nicht mehr zur Wiederwahl an und schied daher am 3. Januar 2017 aus dem Kongress aus.

## Werdegang
Scott Rigell wuchs in Titusville auf und besuchte bis 1981 das Brevard Community College. Daran schloss sich bis 1983 ein Studium an der Mercer University in Macon (Georgia) an. Zwischen 1978 und 1984 gehörte er der Reserve des United States Marine Corps an; danach wurde er im Autohandel tätig. Im Jahr 1991 gründete er die Firma Freedom Automative.
Politisch wurde Rigell Mitglied der Republikanischen Partei. Bei den Kongresswahlen des Jahres 2010 wurde er im zweiten Wahlbezirk von Virginia in das US-Repräsentantenhaus in Washington, D.C. gewählt, wo er am 3. Januar 2011 die Nachfolge von Glenn Nye antrat, den er bei der Wahl geschlagen hatte. Da er bei allen folgenden Wahlen einschließlich der des Jahres 2014 jeweils wiedergewählt wurde, konnte er sein Mandat bis zum 3. Januar 2017 ausüben. 2016 gab er bekannt, nicht kandidieren zu wollen. Riegel war zwischenzeitlich Mitglied im Streitkräfteausschuss, im Ausschuss für Wissenschaft, Raumfahrt und Technologie und im Ausschuss für innere Sicherheit. Danach gehörte er dem Bewilligungsausschuss (House Committee on Appropriations) und drei von dessen Unterausschüssen an. Außerdem gehörte er 29 Congressional Caucuses  und dem Republican study Committee an. In sozialen Fragen gilt Rigell als konservativ.
Am 3. August 2016 gab der Republikaner Rigell bekannt, bei der Präsidentschaftswahl 2016 den Kandidaten der Libertarian Party, Gary E. Johnson unterstützen zu wollen. Rigell hatte dem Kandidaten seiner Partei Donald Trump bereits im Vorfeld die Unterstützung versagt. Er ist der erste Kongressabgeordnete, der einen libertären Präsidentschaftskandidaten offiziell unterstützte. Zuvor hatte bereits der Republikaner Richard L. Hanna seine Unterstützung für Hillary Clinton bekundet, um Trump zu verhindern.
Mit seiner Frau Teri hat er vier Kinder.